# ارزازقة (أرزازقة)
ارزازقة هو دُوَّار يقع بجماعة سيدي موسى بن علي، عمالة المحمدية، جهة الدار البيضاء سطات في المملكة المغربية. ينتمي الدوّار لمشيخة أرزازقة التي تضم 3 دواوير. يقدر عدد سكانه بـ 637 نسمة حسب الإحصاء الرسمي للسكان والسكنى لسنة 2004.

## روابط خارجية
- البوابة الوطنية للجماعات الترابية
- المندوبية السامية للتخطيط